# Herminio Torres Brizuela
Herminio Torres Brizuela (n. Milagro; 11 de noviembre de 1907 – f. La Rioja; 1993) fue un político, ganadero y periodista argentino, perteneciente a la Unión Cívica Radical Intransigente, que ocupó el cargo de Gobernador de La Rioja entre el 1 de mayo de 1958 y 24 de abril de 1962, cuando es depuesto por el golpe de Estado de aquel año.

## Biografía
Nació en el Milagro siendo hijo de Rosa Antonio Torres Brizuela y Francisca Caravajal, Realizó sus estudios secundarios en el Colegio Nacional Joaquín V. González, de La Rioja. Se casó con Cloé de la Fuente.
Desempeñó diversos cargos en la Unión Cívica Radical provincial, alcanzando a presidirla en la década de 1950. 
por un nuevo golpe militar, que se denomino Revolución Libertadora y proscribió al peronismo. El gobierno provincial fue intervenido, el Teniente coronel Horacio Uliarte delegado del Gobierno Revolucionario, derroca al Gobernador Juan Melis el 19 de septiembre de 1955, el marino Martín Rafael Cairo, fue el Interventor Federal de facto la Provincia desde el 3 de octubre de 1955, quien designó a Torres Brizuela como ministro.
En 1957 se sumó al sector intransigente tras la división del radicalismo. En 1958 asume como gobernador, junto con Heriberto Herrera, apoyando la candidatura de Arturo Frondizi a presidente. Mediante el decreto 1268 pone en comisión a todo el poder judicial provincial y todos los cargos judiciales entre ellos Magistrados, Procurador General, Fiscales y Defensores Generales, a quienes suspende mientras dure el periodo de reorganización del Poder Judicial.
En paralelo a su gobierno dirigió los diarios El Zonda, La Opinión y El Norte, de La Rioja y El Independiente, mientras era gobernador.